# Vernon H. Vaughan

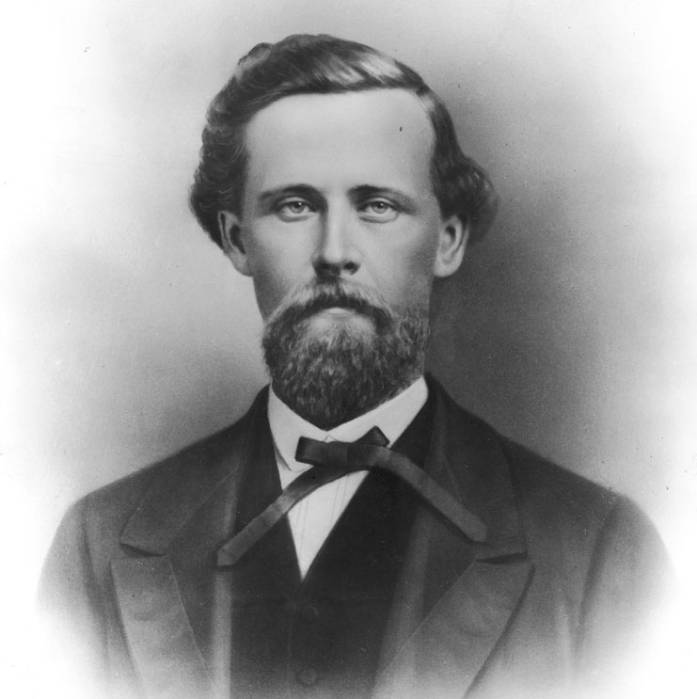
Vernon H. Vaughan

Vernon H. Vaughan (* 11. Februar 1838 in Mount Meigs, Montgomery County, Alabama; † 4. Dezember 1878 in Sacramento, Kalifornien) war ein US-amerikanischer Politiker (Republikanische Partei).
Vaughan war von 1870 bis 1871 Secretary of the Territory im Utah-Territorium. Ferner ernannte ihn US-Präsident Ulysses S. Grant nach dem Tod von Territorialgouverneur John Shaffer zum kommissarischen Gouverneur des Territoriums. Er hatte das Amt ein ereignisloses Jahr inne und kandidierte dann erfolglos um eine Wiederwahl. Die Wooden Gun Rebellion war das einzige nennenswerte Ereignis während seiner Amtszeit. Die Männer, die beschuldigt wurden daran teilgenommen zu haben, wurden verhört und anschließend freigelassen.